# Romantic Robot
Romantic Robot è il quinto album in studio del gruppo musicale italiano Extraliscio, pubblicato il 6 maggio 2022 dalla Betty Wrong Edizioni Musicali.

## Tracce
1. Romantic Robot – 0:51 (testo: Mirco Mariani – musica: Mirco Mariani)
2. Le nuvole – 3:33 (testo: Mirco Mariani – musica: Mirco Mariani)
3. Il bacio traditore – 3:43 (testo: Mirco Mariani – musica: Mirco Mariani)
4. Capelli blu – 3:41 (testo: Mirco Mariani, Elisabetta Sgarbi – musica: Mirco Mariani)
5. Non mi dire mai goodbye (con Tony Renis) – 3:09 (testo: Alberto Testa, Tony Renis – musica: Tony Renis)
6. È così (con Luca Barbarossa) – 3:12 (testo: Luca Barbarossa – musica: Luca Barbarossa)
7. Amarsi come una regina – 4:22 (testo: Mirco Mariani, Elisabetta Sgarbi – musica: Mirco Mariani)
8. La gazza chiacchierona – 3:13 (testo: Davide Toffolo – musica: Davide Toffolo, Mirco Mariani)
9. Valzer d'Africa – 5:36 (testo: Mirco Mariani, Elisabetta Sgarbi – musica: Mirco Mariani)